# Filibusta (biblioteca ombra)
Flibusta (in russo: Флибуста) è un progetto di biblioteca ombra, soprattutto di libri in lingua russa. La sua raccolta comprendeva oltre 630.000 libri. Il sito web è stato creato da un gruppo di volontari nell'ottobre 2009 in seguito alla commercializzazione di Librusec, la principale biblioteca ombra russa, e funziona come un wiki, affidato alla collaborazione degli utenti.
Il fondatore e amministratore del sito era conosciuto come “Stiver”, e viveva in Germania.
Il sito di Filibusta è stato oggetto di azioni legali da parte di case editrici russe.
La polizia tedesca ha indagato su Stiver per due anni, ma non ha preso provvedimenti nei suoi confronti. 
Nel 2016, il sito è stato bloccato in Russia in base a una sentenza del tribunale di Mosca ma ha continuato la sua attività tramite siti mirror. Nel settembre 2024 Stiver ha annunciato la chiusura del sito a causa della sua malattia terminale, un glioblastoma.
Il 22 ottobre 2024 è stato reso noto che Stiver ha posto fine alla sua vita il 20 ottobre dello stesso anno tramite suicidio assistito.